# Actinotaenium cruciferum
Actinotaenium cruciferum  là một loài Song tinh tảo trong họ Desmidiaceae, thuộc chi Actinotaenium.